# 日內瓦協議 (1988年)
日內瓦協議是美國、蘇聯、巴基斯坦和阿富汗民主共和國之間為解決阿富汗局勢而簽署的協議，於1988年4月14日在联合国日内瓦办事处正式簽署，美國和蘇聯則出任擔保人。
這些協議包括若干文書：巴基斯坦伊斯蘭共和國與阿富汗民主共和國之間的相互關係原則，特別是在不干涉原則上的雙邊協定；也包括阿富汗難民自願返回的雙邊協定。這些協議還載有關於從阿富汗撤軍的時間表。它於1988年5月15日正式開始，到1989年2月15日結束，從而結束了長達9年的蘇聯佔領和苏阿战争。簽署協議後，蘇聯開始了撤軍，撤軍完成後，美國也停止通過巴基斯坦向聖戰者提供武器。
阿富汗抵抗運動或聖戰組織既不是談判的參加方，也不是《日內瓦協定》的參加國，因此拒絕接受該協議的條款。結果，蘇聯撤軍結束後，內戰繼續進行。蘇聯支持的納吉布拉政權雖然未能贏得民眾的支持或國際承認，但仍能繼續執政直至1992年喀布爾被聖戰者佔領。